# Тунель Кучі

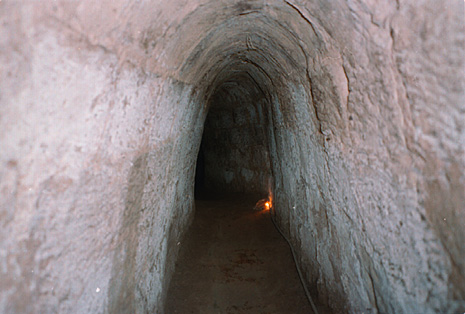
Тунель Кучі, Хошимін

Туне́ль Ку́чінг — система тунелів, за 70 км на північний захід від Сайгона, В'єтнам. Первісна довжина цих тунелів було понад 200 км, але тільки 120 км зберігається зараз. В'єтконг побудував ці тунелі під час війни у В'єтнамі. Існували лікарні, кухні, спальні, конференц-зали,, арсенали в цих тунелях. У 1968 році в'єтконгівців напали на Сайгон із цих тунелів. Сьогодні, тунелів Cuchi є місцем для туристів.
| Прапор В'єтнаму | Це незавершена стаття про В'єтнам. Ви можете допомогти проєкту, виправивши або дописавши її. |